# LÉ Cliona
La LÉ Cliona (03) fu una corvetta della classe Flower che operò, chiamandosi ancora HMS Bellwort (K114), con la Royal Navy e poi col Seirbhís Chabhlaigh na hÉireann. Il suo nome gaelico è in onore di Clíodhna, la dea celtica dell'amore.
La Bellwort fu costruita dalla George Brown & Co a Greenock, in Scozia. L'ordine di costruzione venne dato dalla Royal Navy il 17 settembre 1940 e il varo fu effettuato l'11 agosto del 1941. Riportata in cantiere per gli ultimi lavori fu ultimata il 26 novembre 1941. Terminata la seconda guerra mondiale la corvetta fu consegnata al nascente Irish Marine Service. Il 3 febbraio del 1947 la nave arrivò in Irlanda e il tenente Walter Reidy la rinominò Cliona. Fu infine venduta alle Haulbowline Industries per la demolizione, che iniziò il 4 novembre 1970, dopo ventinove anni di servizio.